# Franc noir de la Haute-Saône
Le  franc noir de la Haute-Saône est un cépage français de raisins noirs.

## Origine et répartition géographique
Le franc noir de la Haute-Saône est cultivé dans l'Aube. Vers 1845, l'instituteur Gougenot de Venère l'a propagé avec succès dans tout le département de la Haute-Saône.
En 1999 des chercheurs de l'Université de Californie à Davis ont soumis 322 échantillons de vigne à des analyses génétiques poussées. En tout, 16 cépages, dont le franc noir de la Haute-Saône, sont le résultat de croisements entre le Gouais blanc et le Pinot. Il s'agit de l'aligoté, de l'aubin vert, de l'auxerrois, du bachet noir, du beaunoir, du chardonnay, du dameron, du franc noir de la Haute Saône, du gamay blanc Gloriod, du gamay, du knipperlé, du melon, du peurion, du romorantin, du roublot et du sacy.

## Caractéristiques ampélographiques
L'extrémité du jeune rameau est duveteuse et les jeunes feuilles vertes à reflets bronzés. Le rameau présente des stries rouges. La feuille adulte est grande, orbiculaire, à 3 ou 5 lobes, à sinus pétiolaire légèrement chevauchant, des dents courtes droites ou convexes, au limbe tourmenté, révoluté, ondulé entre les nervures près du point pétilaire. Les grappes sont tronconiques et compactes. Les baies sont petites et arrondies.

## Aptitudes

### Culturales
La maturité est précoce, de première époque : 0 - 3 jours après le chasselas. Il est vigoureux, fertile et de production régulière.

### Sensibilité aux maladies
Le franc noir de Haute-Saône est assez sensible au mildiou, mais relativement résistant à la pourriture grise.

### Technologiques
Le cépage est de bonne vigueur et la production est abondante. Le franc noir de la Haute-Saône est très peu cultivé et en voie de disparition.
Le vin d'un rouge vif et peu foncé est assez neutre.

## Synonymes
Le franc noir de la Haute-Saône est connu sous les noms de franc noir de Cendrecourt, plant jacquot, franc noir de Venère, franc noir de Gy, franc noir de Jussey, gougenot.